# ده‌نو (لارستان)
ده‌نو روستایی در دهستان بنارویه بخش بنارویه شهرستان لارستان استان فارس ایران است.

## جمعیت
بر پایه سرشماری عمومی نفوس و مسکن در سال ۱۳۹۵ جمعیت این روستا کمتر از ۳ خانوار بوده‌است.